# Born Free (песня Мэтта Монро)
Born Free — популярная песня с музыкой Джона Барри и словами Дона Блэка, написанная для фильма «Рождённая свободной» и получившая премию «Оскар» за лучшую песню

## Оригинальная композиция
Авторы песни, Джон Барри и Дон Блэк, попросили британского певца Мэтта Монро, которым в то время управлял Блэк, записать песню для саундтрека к фильму. Продюсеры фильма сочли песню некоммерческой и удалили её из печати, показанной на премьере Королевского командования в Лондоне. Когда Монро, присутствовавший на мероприятии, сообщил Блэку о правке, они успешно лоббировали продюсеров, чтобы вернуть песню. Интерпретация Монро появилась в заключительных титрах в сокращённой версии, записанной специально для фильма, что позволило ему претендовать на премию «Оскар». Полная запись Монро была выпущена в саундтреке к фильму и стала фирменной мелодией певца на оставшуюся часть его карьеры.

## Версии в чартах
Версия Мэтта Монро так и не попала в чарты. Тем не менее, Роджер Уильямс записал кавер-версию, которая была отмечена использованием мужского припева, услышанного во второй половине песни после инструментальной секции. Песня достигла седьмого места в чарте «Billboard Hot 100» и первого места в чарте «Adult Contemporary» в течение шести недель в сентябре/октябре 1966 года.
R&b-группа The Hesitations записала кавер-версию, которая достигла 38-го места в американском «Billboard Hot 100» в 1968 году.
Песня также появилась в альбоме Вика Ривза «I Will Cure You». Выпущенная в качестве сингла, эта версия достигла 6-го места в чарте «UK Singles Chart» в 1991 году.